# Везенберг (Шлезвіг-Гольштейн)
Везенберг (нім. Wesenberg) — громада в Німеччині, розташована в землі Шлезвіг-Гольштейн. Входить до складу району Штормарн. Складова частина об'єднання громад Нордштормарн.
Площа — 11,94 км2. Населення становить 1679 ос. (станом на 31 грудня 2020).